# Президентские выборы в Сан-Томе и Принсипи (2016)
Президентские выборы в Сан-Томе и Принсипи проходили 17 июля и 7 августа 2016 года. Предварительные результаты показывали, что Эваристу Карвалью из Независимого демократического действия одержал победу в первом туре, победив президента страны Мануэла Пинту да Кошта; но результаты были аннулированы, что потребовало проведения 2-го тура между Карвалью и да Коштой, который прошёл 7 августа. Однако да Кошта бойкотировал 2-й тур, заявив, что 1-й тур был сфальсифицирован В результате Карвалью был избран в отсутствии соперника.

## Кандидаты
В выборах участвовало 5 кандидатов, включая президента Мануэл Пинту да Кошта, двух бывших премьер-министров — Эваристу Карвалью от Независимого демократического действия и Мария дас Невес от Движения за освобождение Сан-Томе и Принсипи, — а также двух независимых кандидатов.
Карвалью выступал в качестве кандидата от партии премьер-министра Патриса Тровоада. Карвалью был сначала объявлен победителем, набравшим более 50 % голосов, но затем доля голосов за него была снижена до 49,88 %. Это означало необходимость 2-го тура против президента да Кошта. Однако да Кошта отказался участвовать во втором туре, заявив об подтасовках и призвав к бойкоту выборов.

## Результаты
| Кандидат | Партия                                                                       | 1-й тур | 1-й тур | 2-й тур | 2-й тур |
| Кандидат | Партия                                                                       | Голоса  | %       | Голоса  | %       |
| --- | ---------------------------------------------------------------------------- | ------- | ------- | ------- | ------- |
| Эваристу Карвалью | Независимое демократическое действие                                         | 34 522  | 49,88   | 41 820  | 100     |
| Мануэл Пинту да Кошта | Независимый                                                                  | 17 188  | 24,84   | -       | -       |
| Мария дас Невес | Движение за освобождение Сан-Томе и Принсипи / Социал-демократическая партия | 16 828  | 24,31   |         |         |
| Мануэл ду Розариу | Независимый                                                                  | 478     | 0,69    |         |         |
| Элдер Баррош | Независимый                                                                  | 194     | 0,28    |         |         |
| Недействительных/пустых бюллетеней | Недействительных/пустых бюллетеней                                           | 2314    | -       | 9406    | -       |
| Всего | Всего                                                                        | 71 524  | 100     | 51 226  | 100     |
| Проголосовавших избирателей/Явка | Проголосовавших избирателей/Явка                                             | 111 222 | 64,31   | 111 222 | 46,06   |
| Источники: Téla Nón Архивная копия от 7 августа 2016 на Wayback Machine, Téla Nón Архивная копия от 25 октября 2016 на Wayback Machine |                                                                              |         |         |         |         |